# Haliclona proxima
Haliclona proxima är en svampdjursart som först beskrevs av William Lundbeck 1902.  Haliclona proxima ingår i släktet Haliclona och familjen Chalinidae. Inga underarter finns listade i Catalogue of Life.